# Noh Jin-kyu
Noh Jin-kyu (kor. 노진규; * 20. Juli 1992; † 3. April 2016) war ein südkoreanischer Eisschnellläufer in der Disziplin Shorttrack.

## Werdegang
Noh Jin-kyu begann im Alter von neun Jahren in Gwacheon mit der Sportart Shorttrack. Seine ältere Schwester ist die Eisschnellläuferin Noh Seon-yeong.

## Laufbahn als Shorttracker
Noh gewann 2010 bei den Shorttrack-Juniorenweltmeisterschaften in Taipei vier Goldmedaillen. Er gewann bei den Winter-Asienspielen 2011 in Astana und Almaty zwei Goldmedaillen. In Warschau gewann er 2011 mit dem südkoreanischen Team die Teamweltmeisterschaften. Im selben Jahr gewann er bei den Weltmeisterschaften in Sheffield vier Weltmeistertitel. Im folgenden Jahr bei den Weltmeisterschaften in Shanghai wurde er Weltmeister über 1500 m und gewann zudem eine Bronze- und drei Silbermedaillen. Bei der Winter-Universiade 2013 gewann er ebenfalls zweimal Gold. Er ist Weltrekordhalter über 1500 und 3000 m
Er brach sich Mitte Januar 2014 im Training den Ellenbogen und musste seine Teilnahme an den Olympischen Winterspielen in Sotschi absagen, für die er sich bereits für die Staffel qualifiziert hatte. Eine Woche später wurde öffentlich bekannt, dass er an Krebs erkrankt war. Es wurde unter seinem linken Schulterblatt ein maligner Knochentumor entdeckt. Die Operation wollte er jedoch zuerst verschieben, um in Sotschi starten zu können. Nach seiner Absage rückte für ihn Lee Ho-suk in das Staffelteam nach.
Im April 2016 starb Noh im Alter von 23 Jahren an den Folgen seiner Krebserkrankung.

## Ehrungen
- 2012: „grand prize award“ von der Korean Sport & Olympic Committee.[14]

## Persönliche Bestzeiten
- 500 m      41,300 s aufgestellt am 9. März 2013 in Debrecen.[15]
- 1000 m    1:24,130 min aufgestellt am 21. Oktober 2012 in Calgary.[15]
- 1500 m    2:09,041 min aufgestellt am 10. Dezember 2011 in Shanghai (Vor, Weltrekord).[8]
- 3000 m    4:31,891 min aufgestellt am 7. 19. März 2011 in Warschau – (Weltrekord).[9]